# Jules Jeanjaquet
Jules Jeanjaquet (* 19. Februar 1867 in Le Locle; † 9. April 1950 in Neuenburg) war ein Schweizer Romanist.

## Leben und Werk
Der Sohn eines Uhrenfedernfabrikanten studierte in Berlin und Zürich. Er promovierte 1891 bei Heinrich Morf in Zürich mit Recherches sur l’origine de la conjonction «que» et des formes romanes équivalentes (Paris/Leipzig/Neuenburg 1894). Von 1892 bis 1897 war er Lektor für Französisch an der Universität Lund, dann für drei Jahre Archivar im Staatsarchiv des Kantons Neuenburg. Von 1901 bis 1931 war er Professor für romanische Philologie an der Universität Neuenburg. Mit Louis Gauchat und Ernest Tappolet begründete er das Glossaire des patois de la Suisse romande. Jeanjaquet war Ehrendoktor der Universität Bern (1947).

## Weitere Werke
- L’extension du français et la question des langues en Suisse. Bibliographie analytique, Neuchâtel 1910
- Histoire et grammaire des patois de la Suisse romande. Bibliographie analytique, Neuchâtel 1915
- Glossaire des patois de la Suisse romande fondé par Louis Gauchat, Jules Jeanjaquet, Ernst Tappolet, Neuchâtel 1924 ff
- Vingt-cinq textes patois du Valais enregistrés au gramophone. Transcription phonétique et traduction française par Jules Jeanjaquet et Ernest Tappolet, Berlin 1929–1938